# (1474) Beira
(1474) Beira – planetoida z grupy przecinających orbitę Marsa okrążająca Słońce w ciągu 4 lat i 193 dni w średniej odległości 2,74 au. Została odkryta 20 sierpnia 1935 roku w Union Observatory w Johannesburgu przez Cyrila Jacksona. Nazwa planetoidy pochodzi od miasta Beira w Mozambiku. Przed nadaniem nazwy planetoida nosiła oznaczenie tymczasowe
(1474) 1935 QY.